# Färöarnas lagting
För andra lagting. Se Lagtinget.
Färöarnas lagting eller bara Lagtinget (på färöiska: Føroya løgting eller Løgtingið) är Färöarnas lagstiftande församling.

## Arbetssätt
Färöarnas lagting har idag 33 medlemmar som väljs för fyra år i taget. Det stiftar lagar och reglerar lokala frågor. Arbetsförhållanden regleras av "Lagtingslov nr. 103 fra 26. juli 1994 om Færøernes styrelsesordning". Färöarna saknar annars formellt en konstitution. Den lagstiftande makten på Färöarna ligger hos Lagtinget och lagmannen gemensamt. Lagar publiceras i Kunngerðablaðnum.
Lagtinget börjar sitt år 29 juli (ólavsøka). Lagtinget har sju utskott, eller stående kommittéer. Ett förslag som väckts behöver som regel tre behandlingar för att antas. 
En ledamot tjänar 34 100 färöiska kronor per månad, före förmåner. Exempelvis får Suðuroybor 25 000 kr i transportersättning. Därtill kan de efter att de avgått få avgångsvederlag, kallat eftirlønin.

### Ungdómsting
Ungdómsting anordnas vart annat år i februari, för att locka ungdomar och för att informera om lagtinget.

## Historia
Det har sina anor tillbaka till 800-talet och är därmed Europas äldsta parlament. Från början kallades det Altinget. Idag ligger det i ett trähus, byggt 1856, med ett betydligt större annex i modern stil. Men under många år fanns inget hus. 1690 fick Lagtinget dock ett hus, i Gongin i Tórshavn. Huset var så dåligt byggt att taket föll in 1719  1722 stod ett nytt tinghus klart. 1759 flyttade dock lagtinget. 1797 fick det många av sina rätter indragna till danska kronan, för att 1816 nedläggas. Färingarna krävde förgäves (som 1844) att återfå det. 1852 skedde detta, med 18 ledamöter. Under kriget bröts kontakten med Köpenhamn och Lagtinget kunde agera friare. 1946 förklarar lagman Thorstein Petersen Färöarna fritt. Sedan "Hjemmestyreloven af 31. marts 1948" trädde i kraft, får färingarna välja sin egen styrelse utan inblandning. Ursprungligen leddes det av en Lagman, vilket blivit kvar ännu i dag.

### Hus
Idag ligger det i ett trähus, byggt 1856, med ett betydligt större annex i modern stil (Gamla apoteki). Det ligger på Tinghúsvegi 1–3, som benämns Tinghúsbygningurin (Tingshusbyggnaden på Tingshusvägen 1–3).

## Representerade partier
- Fólkaflokkurin
- Framsókn
- Javnaðarflokkurin
- Miðflokkurin
- Sambandsflokkurin
- Sjálvstýrisflokkurin
- Tjóðveldisflokkurin